# Visthusbod

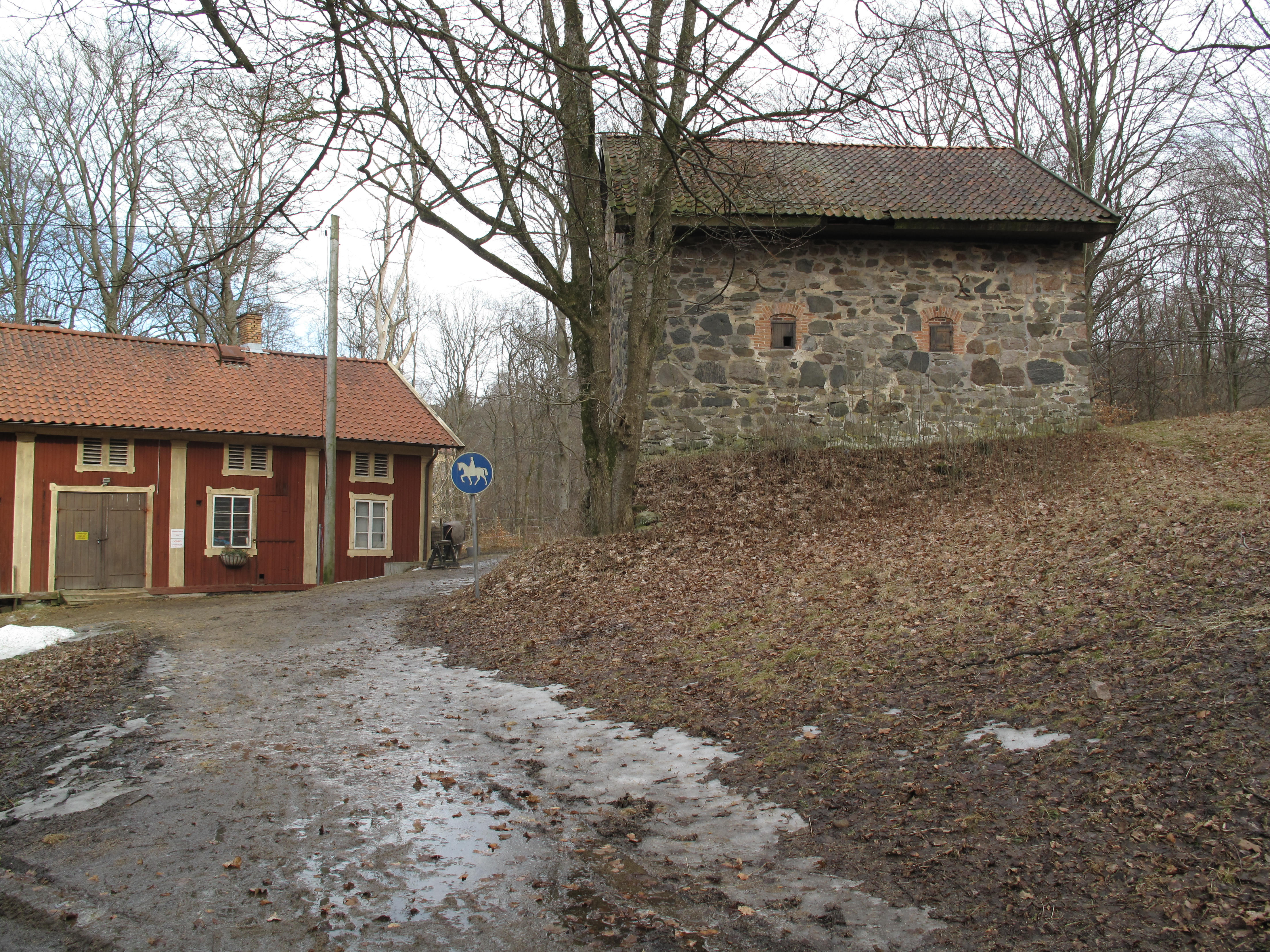
Visthusbod vid Stora Torp i Göteborg.

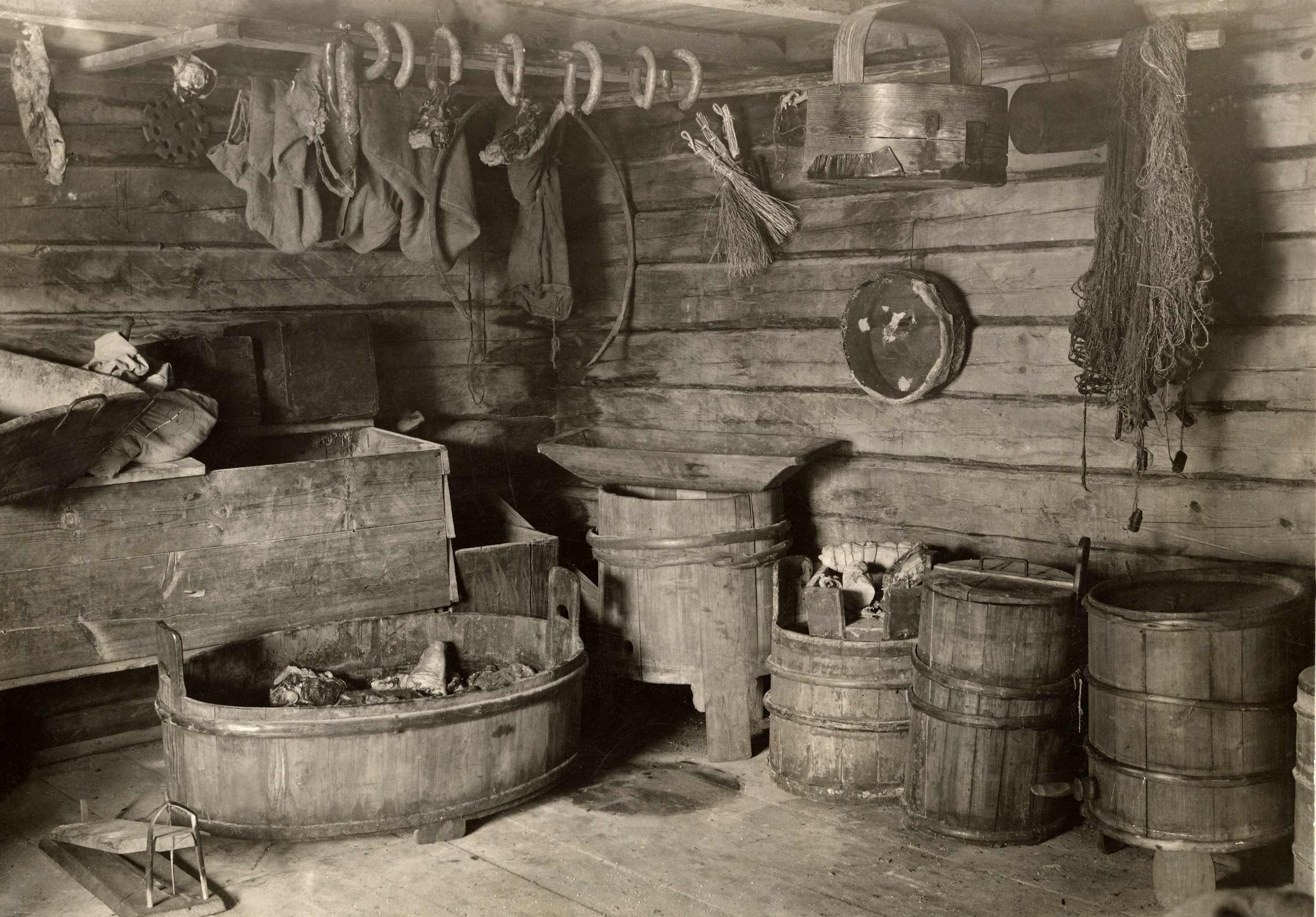
Interiör av visthusbod, Värmland 1919.

En visthusbod eller ett visthus är en enklare byggnad avsedd för förvaring av matvaror. Visthusboden var ofta belägen en bit från en gårds övriga byggnader för att undvika att även gårdens matförråd brann upp om gården i övrigt drabbades av eld. Visthusboden kunde ibland vara upphöjd på pålar för att förhindra djur att ta sig in.
Visthusboden omnämndes bland annat i Olof Palmes "skafferital".